# Воллі Гергесгаймер
Воллі Гергесгаймер (англ. Wally Hergesheimer, нар. 8 січня 1927, Вінніпег — пом. 27 вересня 2014 Вінніпег) — канадський хокеїст, що грав на позиції крайнього нападника.

## Ігрова кар'єра
Професійну хокейну кар'єру розпочав 1947 року.
Протягом професійної клубної ігрової кар'єри, що тривала 16 років, захищав кольори команд «Нью-Йорк Рейнджерс» та «Чикаго Блек Гокс».
У регулярному чемпіонаті НХЛ провів 351 матч (114+85), у плей-оф 5 матчів (1+0).

## Нагороди та досягнення
- Перша команда всіх зірок ХЛСШ — 1950.
- Друга команда всіх зірок АХЛ — 1951.
- Пам'ятна нагорода Дадлі «Реда» Гарретта — 1951.
- Учасник матчу усіх зірок НХЛ — 1953, 1956.